# Unife
Unife es un canal de televisión que está disponible en internet y en señal abierta. Transmite contenido de carácter conservador, incluyendo programas informativos, culturales y de entretenimiento diseñados para toda la familia. Su programación es variada e incluye revistas, musicales, telenovelas y programas de noticias.

## Historia
En Argentina inició sus emisiones el 25 de noviembre de 2019 en internet e inició sus emisiones el 10 de octubre de 2020 por Televisión Digital Terrestre, que estaba a una semana de ser reemplazado por Información Periodística. El 23 de noviembre de 2020 tras el cese de CN23 pasa a ser un canal de 24 horas. Un año después, el 23 de noviembre de 2021 realiza la renovación total de su gráfica. El lunes 22 de agosto de 2022 realiza una renovación total de sus escenografías y de la grilla de programación, conservando algunos programas anteriores y creando nuevos formatos como "Unife Deportes" en tres ediciones y "Tardes Virales".
En México Unife inició su emisión el 29 de enero de 2023, ocupando la señal 8.3 de la Ciudad de México que pertenece a Heraldo Televisión desde su inicio sorprendió ofreciendo una programación limpia sin culto o contenido religioso, siendo emitida solamente por las madrugadas, transmite 8 horas de entretenimiento e informativos en vivo de lunes a viernes.
En Colombia inició sus emisiones desde enero de 2025, retransmitiendo la señal base que se origina desde Argentina, el canal se encuentra disponible en la frecuencia 907 del operador Claro TV y se lanzará oficialmente en los próximos meses la señal propia para el territorio colombiano, junto a la emisora Novedad Radio que va en el dial de los 850 kHz en Bogotá que desde ha sido por muchos años la frecuencia base de Caracol Radio.
El 3 de marzo de 2025 inicio transmisiones en Costa Rica a través del canal 8.2 de TDT en alianza con Multimedios Costa Rica, transmitiendo programación de Multimedios como Telediario, Inaudito, Alerta 8, Mi casa es su casa, además de transmitir programación del canal Unife México.